# شرير مأساوي
الشرير المأساوي التراجيدي (بالإنكليزية: Tragic villain) شخصية عادة ما تكون العامل المضاد، ولا تنوي فعلاً أن تكون شريرة. هذا النوع من الشخصيات قد يكون ضحية للخداع، أو غير متحكم تماماً في مشاعره وأفعاله، وقد تعتنق هذه الشخصية منطقاً أخلاقياً غامضاً. يؤصل هذا النموذج الأعلى باعتباره نقيض البطل المأساوي في المأساة الأرسطية استمر كأساس للمسرحيات الشكسبيرية. في القصص المصورة الحديثة والروايات الغرافيكية، قد يُشار إلى الشرير المأساوي باعتباره شريراً متعاطفاً.

## أمثلة على الأشرار المأساويين
- ماكبث [1]
- أوديب[1]
- كاسيوس[2]
- لكس لوثر[3]
- هانيبال لكتر [4]
- أوميغا من دكتور هو [5]
- مستر فريز [6]
- ذو الوجهين[7]
- خان نوناين سنغ [8]

## هوامش
1. 1 2  "تحليل ميديا كشخصية مأساوية". مؤرشف من الأصل في 2008-12-03. اطلع عليه بتاريخ 2007-02-15.
2. ↑  "كاسيوس: شرير مأساوي". مؤرشف من الأصل في 2017-07-19. اطلع عليه بتاريخ 2007-02-15.
3. ↑  "الأشرار المأساويون في سوبر مان". الرصاصة الفضية. مؤرشف من الأصل في 2007-09-27. اطلع عليه بتاريخ 2007-02-15.
4. ↑  "هانيبال ليكتر: من شخصية ثانوية إلى... بطل رومانسي؟". مؤرشف من الأصل في 2012-07-19. اطلع عليه بتاريخ 2007-02-15.
5. ↑  "دكتور هو - مقابلة:نيف فونتاين". BBC. مؤرشف من الأصل في 2007-02-16. اطلع عليه بتاريخ 2007-03-20.
6. ↑  "معرض شخصيات باتمان". BBC. مؤرشف من الأصل في 2010-10-30. اطلع عليه بتاريخ 2007-03-20.
7. ↑  "Comics 101". Movie Poop Shoot. مؤرشف من الأصل في 2007-09-29. اطلع عليه بتاريخ 2007-03-20.
8. ↑  "سيمفونية ستار تراك". مؤرشف من الأصل في 2007-10-23. اطلع عليه بتاريخ 2007-02-15.